# Флаг Северной Ирландии
Флаг Северной Ирландии в настоящее время официально представлен флагом Великобритании. В 1924 году правительство Великобритании даровало правительству Северной Ирландии флаг, т. н. знамя Ольстера, официально использовавшееся в 1953—1972 годах. Флаг состоял из красного креста Св. Георгия (флаг Англии) с наложенной на него шестиконечной (по числу графств) звездой, с изображениями короны и «красной руки» (исторический символ Ольстера).
Изображение красной руки знаменует связанность Ольстера с Северной Ирландией.
В 1973 году парламент Северной Ирландии был распущен, и флаг утратил официальный статус. Сейчас используется спортсменами и командами, представляющими Северную Ирландию, лоялистскими вооружёнными группировками и протестантской общиной как неофициальный символ региона; согласно британским законам, единственным официальным североирландским флагом является флаг Великобритании. Периодически возникают дебаты о необходимости утверждения нового официального флага Северной Ирландии.